# Franco Simone (chanteur)
Ne pas confondre avec Franco Simone (1913-1976), linguiste et critique littéraire italien.
Franco Simone (né à Acquarica del Capo le 21 juillet 1949) est un auteur- chanteur -compositeur-interprète et animateur de télévision italien .

## Biographie
Franco Simone est né à Acquarica del Capo , dans la province de Lecce, dans la région des Pouilles. Il a commencé sa carrière en remportant le Castrocaro Festival de Musique en 1972. En 1974, il participe au Festival de Musique de Sanremo avec la chanson Fiume grande, qui est un succès au hit-parade italien. et  également un succès international, dans sa version française et espagnole (sous les titres, respectivement, Je ne comprends plus rien et Rio Grande).
En 1976, Franco Simone a obtenu son principal succès en Italie avec la chanson Tu e così sia, qui a culminé à la quatrième place du hit-parade. Dans les années suivantes, Simone a augmenté sa popularité internationale, en particulier en Amérique latine, où il a progressivement transféré sa carrière.
En 1977, il sort en France l'album Respiro. L'année suivante (1978) il sortira l'album Paesaggio (Paysage) qui obtiendra un succès retentissant en Amérique latine et notamment en Argentine, où, avec les albums suivants, il atteindra à plusieurs reprises la première position des charts au hit-parade. La chanson Paisaje deviendra l'une des chansons les plus populaires de la langue espagnole avec des dizaines de criques comme celles de Gilda et Vicentico. 
En 1993, son LP La Ley del Alma (y de la piel), contenant les versions espagnoles de ses chansons, atteint la 13e position au USA Billboard Hit Parade, le premier LP qui n'est pas chanté en anglais.
De 2008 à 2011, il a donné des cours de chant à Star Rose Académy à Rome, où il a enseigné sœur Cristina Scuccia, la gagnante de La Voix de l'Italie 2014.
En 2011, il a remporté le Globe d'or pour la Meilleure Chanson pour avec Accanto inclus dans la bande sonore du film Native de John Real.
En 2013-2014, il a composé l'opéra rock Stabat Mater (sur le texte Latin du XIIIe siècle de Jacopone de Todi, chanté avec le rocker Michele Cortese et le tenor Gianluca Paganelli.
En 2015, sa chanson Per Fortuna (Por Suerte en espagnol), chantée par Michele Cortese, a remporté la 56e édition du  Festival de Viña del Mar au Chili.
En 2018, il écrit et chante la chanson Ballando sul Prato en duo avec Rita Pavone et en 2020 il écrit et chante la chanson Come gira il mondo en duo avec Paolo Belli.
En 2020 il commence sa collaboration avec Andrea Morricone avec qui il écrit 2 chansons (Azzurri gli Oceani et Cambia la città) incluses dans l'album Franco è il nome (premier d'une trilogie) sorti en 2021 qui contient en plus de ses succès (Respiro, Cara Droga, A quest'ora, Tentazione, Gocce, Tu per me) revisités et réarrangés par Alex Zuccaro, les reprises de Caruso par Lucio Dalla et la traduction de Hello (Se solo tu mi vuoi) par Lionel Richie, ainsi que les duos avec Rita Pavone et Paolo Belli, et d'autres nouvelles chansons dont celles chantées en duo avec Cinzia Marzo (Officina Zoè) et avec Zeta (Benedetta Zuccaro). 
En 2022, il fête ses 50 ans de carrière avec la nomination de Chevalier par Mario Draghi, une tournée triomphale au Chili et la sortie d'un nouvel album, Simone è il cognome (deuxième de la trilogie), qui contient, en plus de son hits (Paysage, La casa in via del Campo, Ritratto, Capitano, L'Infinito tra le dita, Sogno della galleria, Sono nato cantando, Notte di San Lorenzo et Totò) réarrangés par Alex Zuccaro, couverture de Povera Patria de Franco Battiato et de Mina's L'ultima occasione et d'autres nouvelles chansons comme Figlia, Acqua e Luce, et des duos avec Paola Arnesano et Antonio Amato.

## Discographie partielle
- 1972 : Se di mezzo c è l'amore ( RDZ-ST S 14226)
- 1974 : La notte mi vuole bene ( RDZ-ST S 14240)
- 1976 : Il poeta con la chitarra ( RDZ-ST S 14274)
- 1977 :  Respiro ( RDZ-ST S 14287)
- 1978 : Paesaggio (RDZ-ST S 14300)
- 1979 : Franco Simone (Franco Simone & C. / WEA, FS 9001)
- 1980 :  Racconto a due colori (Franco Simone & C. / WEA, FS 9002)
- 1982 : Gente che conosco (Franco Simone & C. / WEA, FS 9004)
- 1984 :  Le  (SGM, 91001)
- 1986 : Il pazzo, lo zingaro, ed altri amici (Targa, TAL 1413)
- 1989 : Totò (Skizzo / Fonit Cetra, LPX 233)
- 1990 :  Vocepiano (Skizzo - Discomagic, LP 486)
- 1995 :  Venti d'amore (Nibbio / Skizzo - Fonit Cetra, CDL 391)
- 1996 :  Una lunga storia una canzone (Nibbio / Skizzo - Fonit Cetra, CDL 410)
- 1998 :  Notturno fiorentino (Nibbio / Skizzo - OIR, CNT 21132)
- 2001 : Eliopolis - La città del sole (Segnali Caotici, 253750053-2)(avec le Grand Balkaniques de l'Orchestre de Nikos Papakostas)
- 2003 :  Dizionario (rosso) dei sentimenti - VocEpiano (Azzurra, DA1012) (+ DVD)
- 2010 :  Nato tra due mari (CD La musica del mare + DVD Le parole del mare - Skizzo distribuzione Auto, GLACIÈRE 10/05)
- 2011 :  C' era il sole ed anche il vento... - Skizzo distribuzione Auto, Icebox 10/06
- 2011 :  La musica del mare (réimpression de l'édition de l'album La musica del mare de la pochette du CD Nato tra due mari en 2010 avec bonus track Accanto vainqueur du Golden Globe 2011 pour la meilleure chanson de film  (Skizzo distribuzione Auto, Icebox 10/07)
- 2014 : Stabat Mater, opéra-rock symphonique  (texte Latin par Jacopone de Todi) avec Michele Cortese et Gianluca Paganelli, invité spécial Rita Cammarano
- 2016 : Carissimo Luigi (Franco Simone chante  Luigi Tenco)
- 2018 - Per fortuna (Compilation) “Per fortuna” vincitrice “Festival di Viña del mar” 2015 miglior canzone internazionale.
- 2021 - Franco è il nome (Skizzo Edizioni Musicali)
- 2022 - Simone è il cognome (Skizzo Edizioni Musicali)